# Gennepestein
Gennepestein was een kasteel in het Nederlandse dorp Herveld, provincie Gelderland. Op de plek van het kasteel is eind 18e eeuw een boerderij gebouwd.
Er is weinig bekend over het kasteel Gennepestein. Mogelijk is het gebouwd in de late middeleeuwen. Op een tiendenkaart uit 1635 van Isaac en Nicolaes van Geelkercken staat Gennepestein ingetekend als twee gebouwen. Een tekening uit 1723 van Jacobus Stellingwerf zou de toestand van 1669 weergeven en toont een versterkt, rechthoekig huis met trapgevels en een toren met bolvormig dak; het kasteel is door een gracht omgeven en heeft een ophaalbrug. In hoeverre deze tekening een betrouwbare weergave is, is onbekend.
In ieder geval was het in de 18e eeuw verdwenen, omdat er toen op de fundamenten een boerderij is gebouwd. Deze boerderij is anno 2022 een rijksmonument. De kelders zouden wellicht nog afkomstig zijn van het kasteel. De lagere delen rondom de boerderij duiden op resten van de grachten. Volgens de overlevering zou er nog geruime tijd een restant van een kasteeltoren achter de boerderij hebben gestaan.